# Schwip Schwap
Schwip Schwap is een cafeïnehoudende frisdrank van Pepsi. Deze frisdrank is voornamelijk, maar niet uitsluitend in Duitsland verkrijgbaar. Het bestaat sinds de jaren 60 en bestaat volgens de fabrikant uitsluitend uit Mirinda (de sinaasappellimonade van Pepsi Deutschland) en Pepsi Cola.
Sinds eind 2006 wordt ook een suikervrije variant aangeboden. Schwip Schwap wordt gebotteld door Pepsi-Cola GmbH in Neu-Isenburg. Gelijksoortige producten zijn Spezi en Mezzo Mix.